# A Dama das Camélias
A Dama das Camélias (título original em francês: La dame aux camélias), é um romance do escritor francês Alexandre Dumas, filho, publicado pela primeira vez em 1848.

## Inspiração
A Dama das Camélias tem cunho autobiográfico. Dumas Filho inspirou-se em suas próprias relações com a cortesã Marie Duplessis, e ainda no fato de ser ele próprio filho ilegítimo de Alexandre Dumas. Experimentando a rejeição, encontrou ao lado da amante a estabilidade que necessitava, e que veio a ser-lhe o mote para o romance.

## Sinopse
A obra é ambientada na revolução de 1848, em França. Retrata o romance entre Margarita Gautier, a mais cobiçada cortesã parisiense, e Armando Duval, um jovem estudante de direito.
O jovem Armando pertence a uma família aristocrática de Paris do século XIX. Ele apaixona-se pela cortesã Marguerite. Mesmo diante da intolerância de sua família e do preconceito social, eles tentarão viver sua história de amor.

## Adaptações diversas

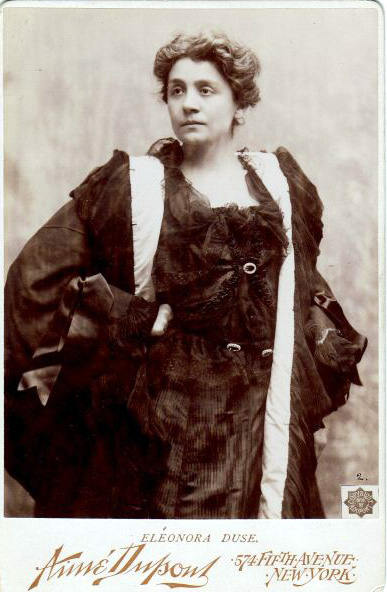
Eleonora Duse como Marguerite Gautier em A Dama das Camélias

Adaptado para palco pelo próprio escritor, A Dama das Camélias teve sua primeira apresentação no Theatre de Vaudeville, em Paris, a 2 de fevereiro de 1852, obtendo imediato sucesso, o que levou o compositor Giuseppe Verdi a compor a música sobre a peça, estreando em o ano seguinte (1853) a ópera La traviata, mudando o nome da protagonista de "Marguerite Gautier" para "Violetta Valéry".
Desde sua estreia, a peça foi exibida em inúmeras edições ao redor do mundo (das quais 16 versões apenas na Broadway). Marguerite Gautier constituiu-se num papel trágico cobiçado pelas mais talentosas atrizes, dentre elas Eleonora Duse, Tallulah Bankhead, Gabrielle Réjane, Margaret Anglin e, principalmente, Sarah Bernhardt, que representou-a num filme de 1912, e nos palcos de Paris, Londres, Broadway e até no Brasil, com a presença do imperador D. Pedro II.
Além desta adaptação de 1912, foi levada às telas do cinema doze vezes, entre 1906 e 1980, além de outras tantas adaptações para a televisão.